# Ingvar Hurtig
Karl Elis Ingvar Hurtig, född 1934 i Stockholm, är en svensk målare och grafiker.
Hurtig studerade konst vid Konstfackskolan och Accademia de Belle Arti i Rom och under ett flertal studieresor i Europa. Han var under några år bosatt och verksam som konstnär i Rom. Han tilldelades Ester Lindahls stipendium 1964. Hurtig är representerad vid Moderna museet, Kalmar konstmuseum och Dalarnas museum i Falun.